# Макклейн (окръг, Оклахома)
Окръг Макклейн (на английски: McClain County) е окръг в щата Оклахома, Съединени американски щати. Площта му е 1502 km², а населението – 27 740 души (2000). Административен център е град Пърсел.